# HOT 100
HOT 100（ホット ワンハンドレッド）は、日本のFMラジオネットワークであるJFL各局で毎週日曜の昼に放送されているカウントダウン番組の総称。
各局共にHOT 100がタイトルに入っているものの、企画ネット番組であるので、番組内容やランキング集計・結果から放送時間や出演者に至るまで、全て異なっている。
尚、JFN加盟のFM局でも、「KANAZAWA HOT 100」（HELLO FIVE、-2013年3月）や、「FMK HOT 100」（エフエム熊本、-2006年3月）といった類似する番組タイトルがあったが、こちらは全く無関係である。

## 番組一覧
いずれも日曜日に放送。

### 放送中の番組
- TOKIO HOT 100（J-WAVE、東京都）

13:00-16:54
ナビゲーター：クリス・ペプラー
- ZIP HOT 100（ZIP-FM、愛知県）

13:00-16:00
ナビゲーター：鉄平
- OSAKAN HOT 100（FM802、大阪府）

12:00-15:00
DJ：高樹リサ
- SAPPORO HOT 100（FM NORTH WAVE、北海道）

12:00-16:00
DJ：タック・ハーシー
2008年3月に1度終了。2016年4月に放送再開。

### かつて放送していた番組
- COUNTDOWN KYUSHU HOT 100（CROSS FM、福岡県）

11:00-14:45
ナビゲーター：嶋田和孝
2008年9月終了。
2017年4月から「HOT 100」とは名乗らないが『CROSS COUNTDOWN RADIO』という名のカウントダウンプログラムが放送されている。

## スポンサー
『ZIP - 』を除いて、長らくサッポロビールが参加していた。その後、2009年4月からは日本マクドナルドがスポンサーとして参加。『TOKIO - 』と『ZIP - 』では冠スポンサーとして番組タイトルに加わっていた。この間も、『OSAKAN - 』はNTTドコモとともに2社がスポンサーについていたため、番組タイトルにはつかなかった。
2014年9月を以てマクドナルドが3番組のスポンサーから撤退。翌10月より『TOKIO - 』は関東地区のスーパーマーケット業のOlympicグループが、『ZIP - 』は名古屋市のインターネットサイト運営業のエイチームが冠スポンサーとなった。『OSAKAN - 』も2015年4月よりNTTドコモが冠スポンサーとなった。同年9月を以て『TOKIO - 』の冠スポンサーからOlympicグループが撤退し、翌10月よりクレディセゾン（SAISON CARD名義）が冠スポンサーとなる。